# Petit lac Buade
Pour les articles homonymes, voir Buade.
Le Petit lac Buade est un plan d'eau douce du territoire non organisé de Lac-Ashuapmushuan, dans la partie Ouest de la municipalité régionale de comté (MRC) Le Domaine-du-Roy, dans la région administrative du Saguenay-Lac-Saint-Jean, dans la province de Québec, au Canada.
Ce lac est chevauche les cantons de Buade et de Ventadour.
La foresterie constitue la principale activité économique du secteur. Les activités récréotouristiques arrivent en second.
La route forestière route 212 reliant Obedjiwan et La Tuque longe la rive Nord du réservoir Gouin, remonte la vallée du ruisseau Verreau et passe au Sud du lac Dubois (ruisseau Verreau) et du lac Buade (rivière Normandin). D’autres routes forestières secondaires desservent les environs du lac.
La surface du Petit lac Buade est habituellement gelée du début novembre à la mi-mai, toutefois la circulation sécuritaire sur la glace se fait généralement de la mi-novembre à la mi-avril.

## Géographie
Ce lac comporte une longueur de 5,1 km, une largeur maximale de 1,1 km et une altitude de 400 m. Le Petit lac Buade épouse la forme d’un T penché vers l’Est.
 
L’embouchure du Petit lac Buade est localisé à :
- 19,6 km au Sud de la confluence du lac Buade (rivière Normandin) ;
- 32,8 km au Sud de l’embouchure du lac Poutrincourt ;
- 43,7 km au Sud de l’embouchure du lac Nicabau ;
- 48,2 km au Sud-Ouest de l’embouchure de la rivière Normandin (confluence avec le lac Ashuapmushuan) ;
- 5,4 km au Sud-Est de la limite de Eeyou Istchee Baie-James (municipalité) ;
- 143,5 km au Sud-Ouest de l’embouchure de la rivière Ashuapmushuan (confluence avec le lac Saint-Jean)[1].

Les principaux bassins versants voisins du Petit lac Buade sont :
- côté Nord : lac Anctil, rivière Normandin, rivière Marquette, lac Poutrincourt, rivière Titipiti ;
- côté Est : lac Frontenac, lac Marquette, rivière du Milieu (rivière Normandin), rivière Marquette Ouest, rivière Marquette ;
- côté Sud : ruisseau Townsend, rivière Wapous, ruisseau Oskatcickic ;
- côté Ouest : lac Dubois (ruisseau Verreau), lac Normandin (rivière Normandin), ruisseau à l'Eau Claire (réservoir Gouin), rivière Toussaint.

À partir de l’embouchure du "Petit lac Buade", le courant de la rivière Normandin coule sur 28,0 km vers le Nord-Est jusqu’à l’embouchure du lac Buade (rivière Normandin), 26,3 km vers le Nord jusqu’à l’embouchure du lac Nicabau et 38,7 km vers le Sud-Est, jusqu’au lac Ashuapmushuan qui constitue le lac de tête de la rivière Ashuapmushuan. Cette dernière rivière se déverse sur la rive Ouest du lac Saint-Jean.

## Toponymie
Le toponyme « Petit lac Buade » a été officialisé le 5 décembre 1968 par la Commission de toponymie du Québec, soit à la création de cette commission.